# Hase-dera (Kamakura)

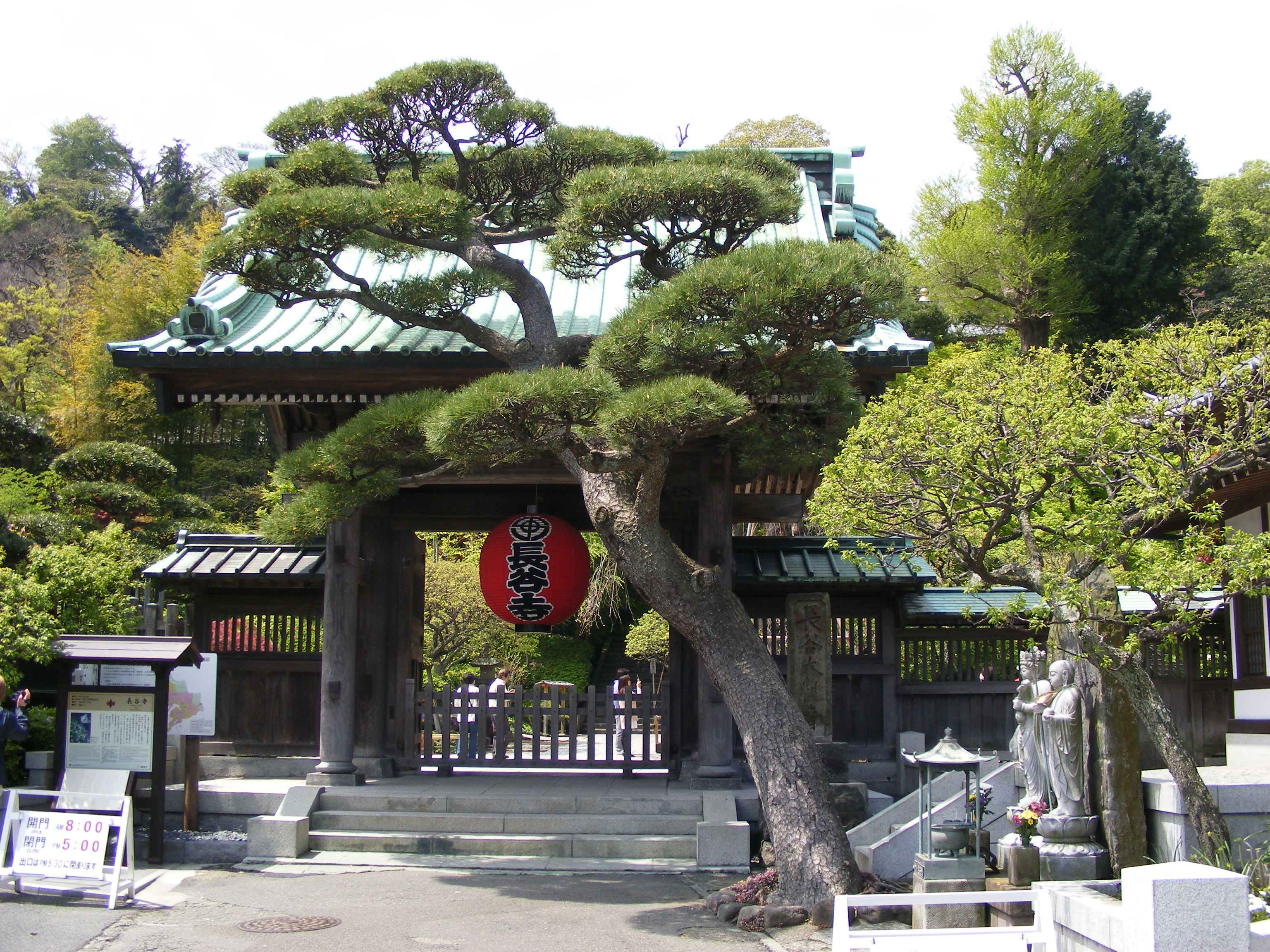
Sanmon

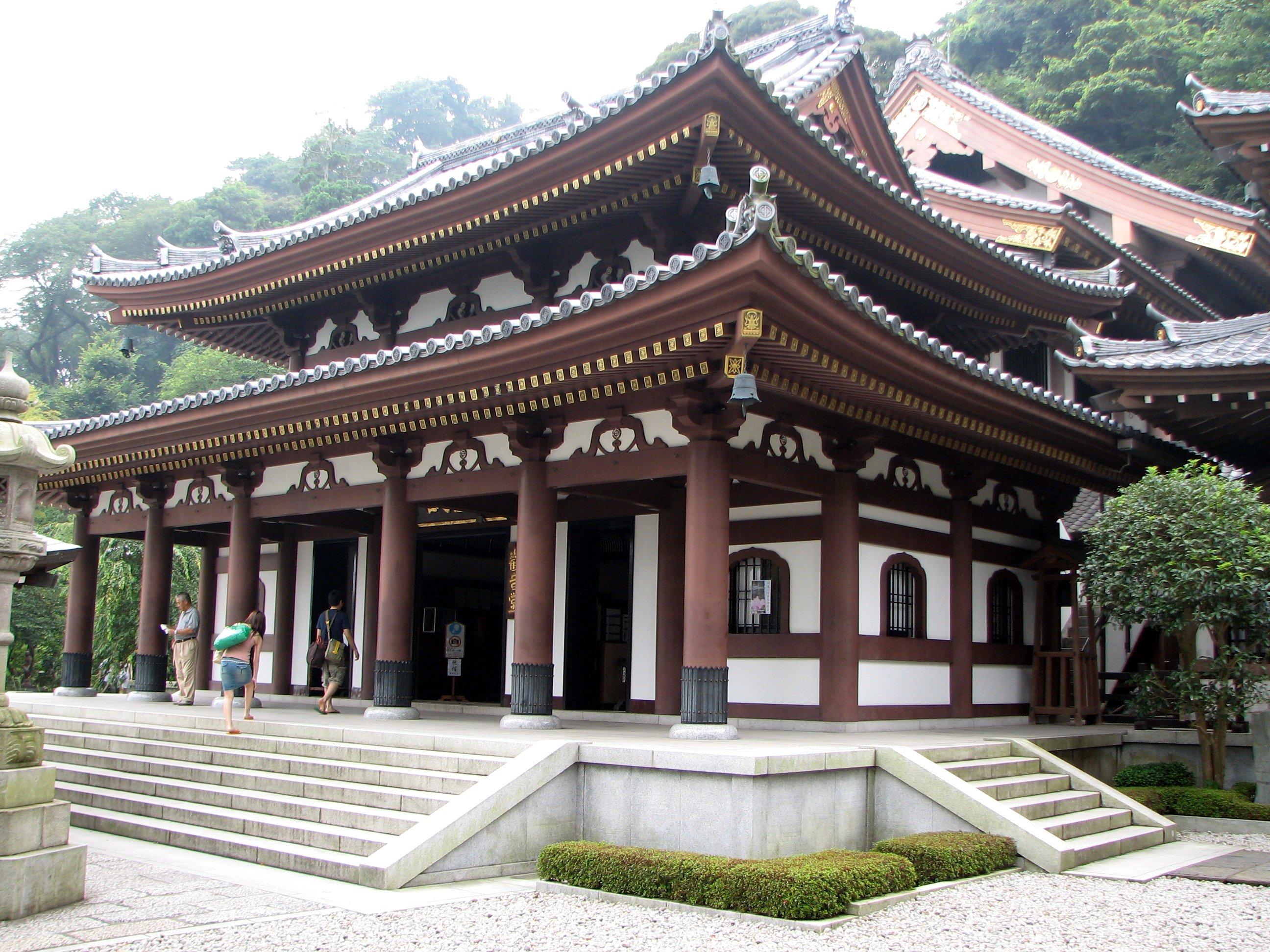
Kannon-dō

Der Hase-dera (japanisch 長谷寺), früher Kaikōzan Jishōin Hase-dera genannt (jap. 海光山慈照院長谷寺), ist einer der großen buddhistischen Tempel in Kamakura. Der Tempel ist für seine Kannon-Statue aus massivem Holz bekannt, die Hase Kannon (長谷観音) genannt wird und übertragen der Tempel auch. Er ist in der traditionellen Zählung der 4. der 33 Tempel auf der Pilgerstrecke Bandō Sanjūsankasho, die Kannon, der Göttin der Barmherzigkeit, gewidmet ist. Ursprünglich gehörte er zu Tendai-shū, ist aber heute ein Tempel der Jōdo-shū.

## Kannon-Statue
Die Kannon-Statue des Hase-dera ist mit einer Größe von 9,18 m die größte Kannon-Statue aus Holz in Japan. Sie wurde aus massivem Kampherholz geschnitzt und mit Goldauflagen verziert. Die 11 Köpfe repräsentieren die verschiedenen Stufen auf der Suche nach Erleuchtung. Die Statue ist auch unter der Bezeichnung Hase-Kannon bekannt.
Die Statue ist insofern einzigartig, da sie in der rechten Hand einen Metallstab hält und in der linken Hand eine Vase mit einer Lotosblume.
Der Legende nach ist diese Kannon eine von zwei Statuen, die von einem Mönch namens Tokudo im Jahre 721 geschnitzt wurden. Der Baumstamm soll so groß gewesen sein, dass man sich entschied zwei Statuen aus ihm anzufertigen. Eine Statue wurde im Hase-dera in Nara, in der damaligen Provinz Yamato, eingeschreint. Die andere ließ man auf das offene Meer treiben. Sie sollte selbst einen Platz finden, mit dem ihr Karma in Verbindung stand. Die Statue wurde am 18. Juni im 8. Jahr Tempyō (736) in Nagai auf der Miura-Halbinsel nahe Kamakura angespült. Die Statue wurde geborgen und nach Kamakura gebracht. Hier errichtete man daraufhin den Tempel Hase-dera und schreinte die Statue ein.
Im ersten Jahr Koei (1342) soll Ashikaga Takauji die Goldapplikationen hinzugefügt haben. Im dritten Jahr Meitoku (1392) soll Ashikaga Yoshimitsu den Heiligenkranz ergänzt haben.

## Tempelgelände
Der Hase-dera ist an einem Berghang errichtet. Die Gebäude liegen auf zwei Ebenen am Hang. Von der oberen Ebene bietet sich einem ein guter Blick über die Bucht von Kamakura.
In der untersten Ebene ist der Eingang, dessen Holztor (Sanmon) von einem riesigen Lampion geschmückt wird. Gleich hinter dem Eingang ist ein Teich, hinter dem die Treppe zur zweiten Ebene startet. Rechts neben dem Teich liegt die Grotte Benten-kutsu und der Benten-dō. Beide sind der Gottheit Benzaiten (Benten), der Göttin der See und einzige weibliche Gottheit im Kanon der Sieben Glücksgötter aus der japanischen Mythologie, gewidmet. In der Grotte finden sich viele kleine Figuren der Benten als Opfergabe.
Auf dem Weg hinauf zur zweiten Ebene befindet sich ein Inari-Schrein. Hier findet man auch die Jizō-dō und hunderte kleine Jizō-Statuen. In der Vergangenheit wurden sie von Eltern aufgestellt. Jizō ist die Schutzgottheit der Kinder. Er sollte über den Nachwuchs wachen. Heutzutage stammen die Statuen von Eltern, die eine Fehlgeburt, Totgeburt oder Abtreibung erfahren haben. Jizō soll über die Seelen der gestorbenen Kinder wachen. Die Statuen verbleiben für ein Jahr an ihrem Platz. Danach werden sie begraben oder verbrannt, um neuen Statuen Platz zu machen. Seit dem Zweiten Weltkrieg wurden bereits über 50.000 Figuren aufgestellt.
In der oberen Ebene steht das Hauptgebäude des Tempels, die Kannon-dō. Hier steht auch die erwähnte Statue der Kannon. Rechts daneben steht die Amida-dō, eine Halle in der sich eine Amida-Statue befindet. Die Halle wurde von Minamoto no Yoritomo (1147–99) zu seinem zweiundvierzigsten Geburtstag errichtet (das Jahr gilt als Unglücksjahr für Männer). Links neben der Kannon-dō schließt sich das Hōmotsukan an, ein Museum. Hier können Fundstücke besichtigt werden, die während der Restauration des Tempels gefunden wurden. Etwas abseits links davon findet man einen kleinen Bambushain und das Kyōzō. Es ist ein drehbares hölzernes Regal (Rinzo genannt), in dem die Sutras des Tempels aufbewahrt werden. Es wird gesagt, dass das Drehen der Kyōzō den gleichen Effekt hat wie das Lesen der Sutras.
Direkt daneben befindet sich auch ein kleines Restaurant mit Terrasse, das Chōon-tei, von der man einen guten Blick über die Bucht von Kamakura hat. Von der obersten Ebene startet ein kleiner Rundgang in den Berghang. Hier blühen im Juni und Juli Hortensien.

## Pilgerort
Der Hase-dera von Kamakura gehört zu den Bandō Sanjūsankasho, eine Pilgerreise, die der Göttin Kannon gewidmet ist. Die Pilgerreise besteht aus 33 Tempeln. Der Hasedera ist der 4. Tempel in der Liste.

## Bilder

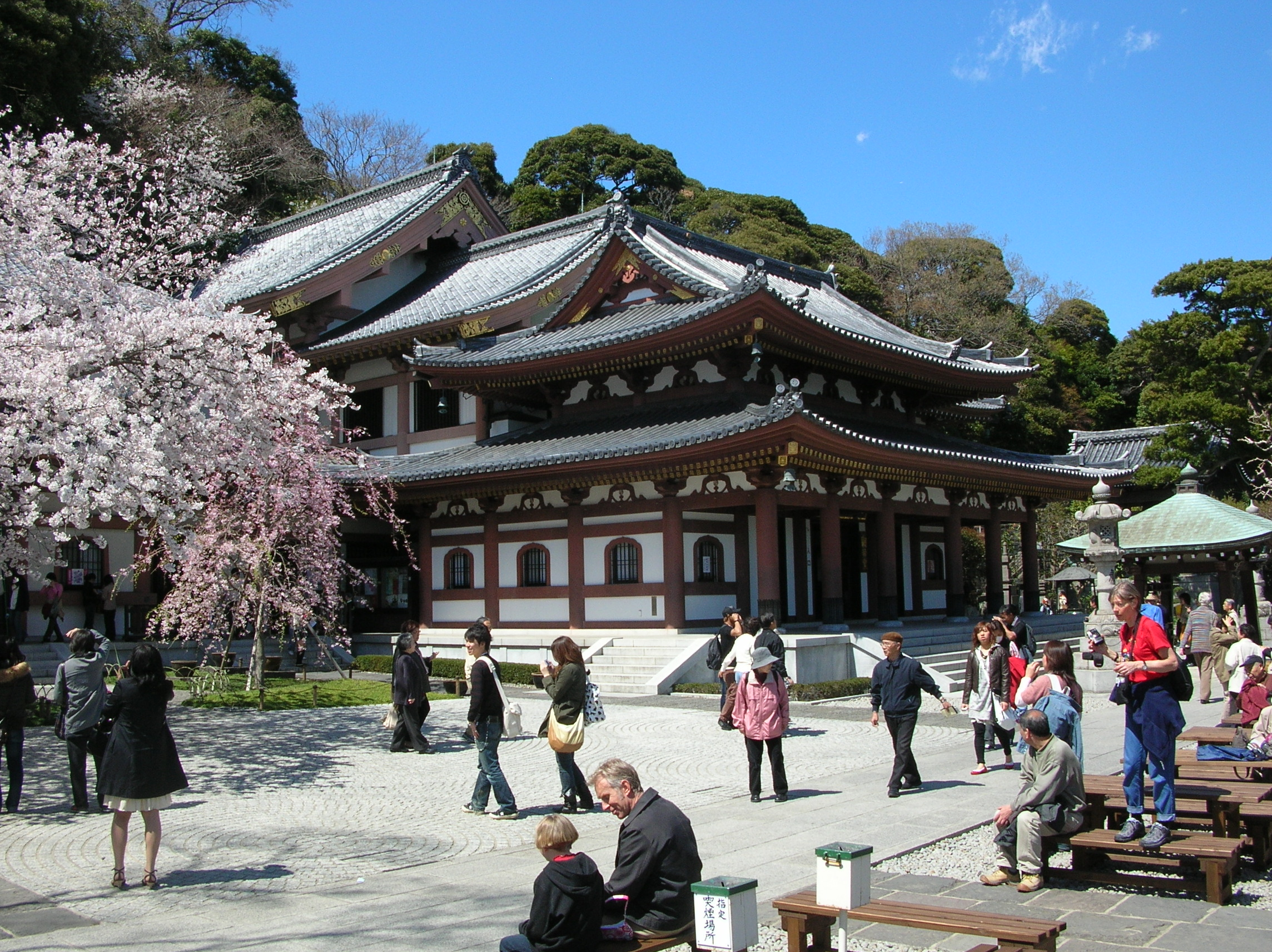
Kannon-dō zur Kirschblüte
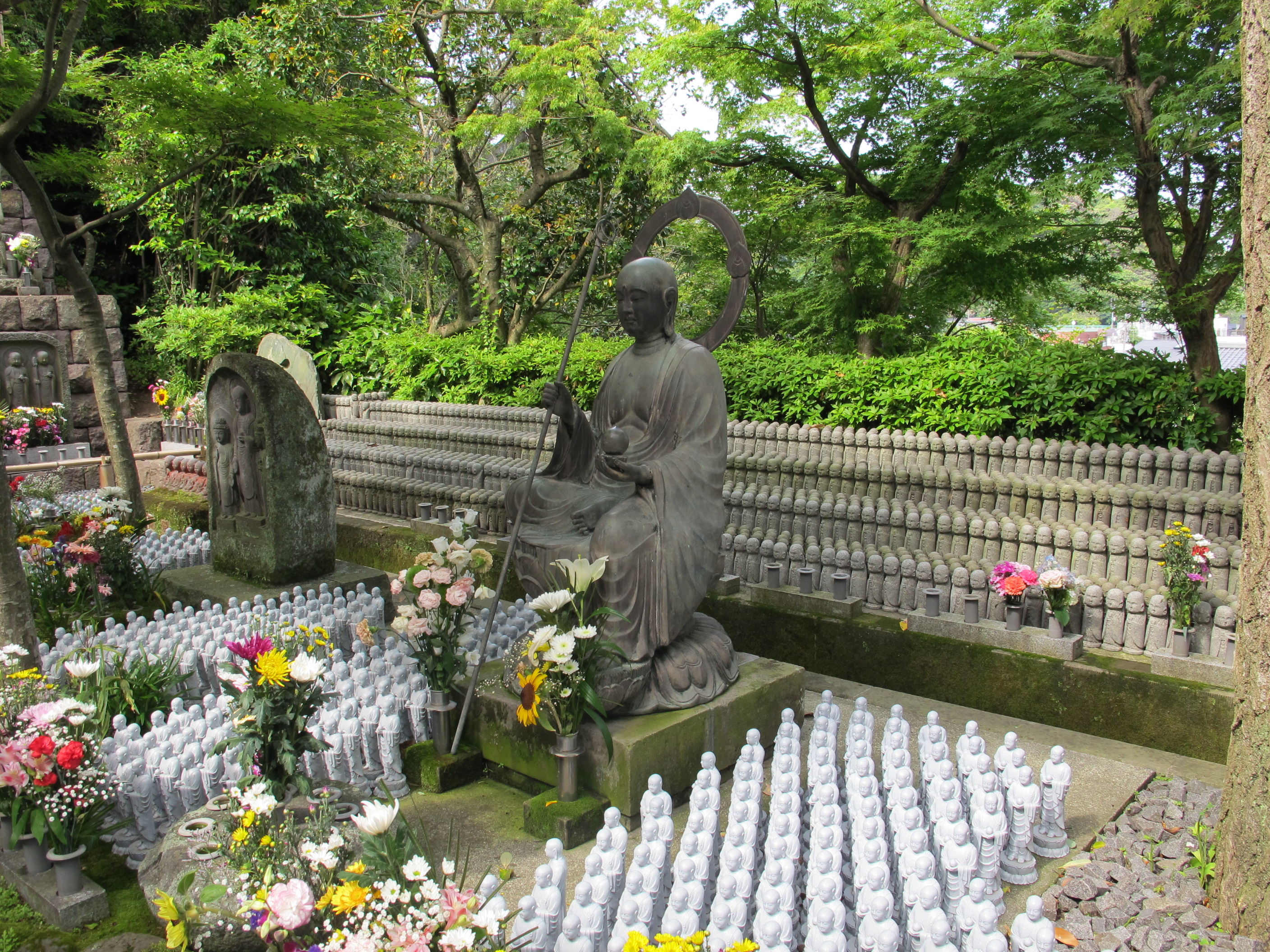
Jizō-Statuen
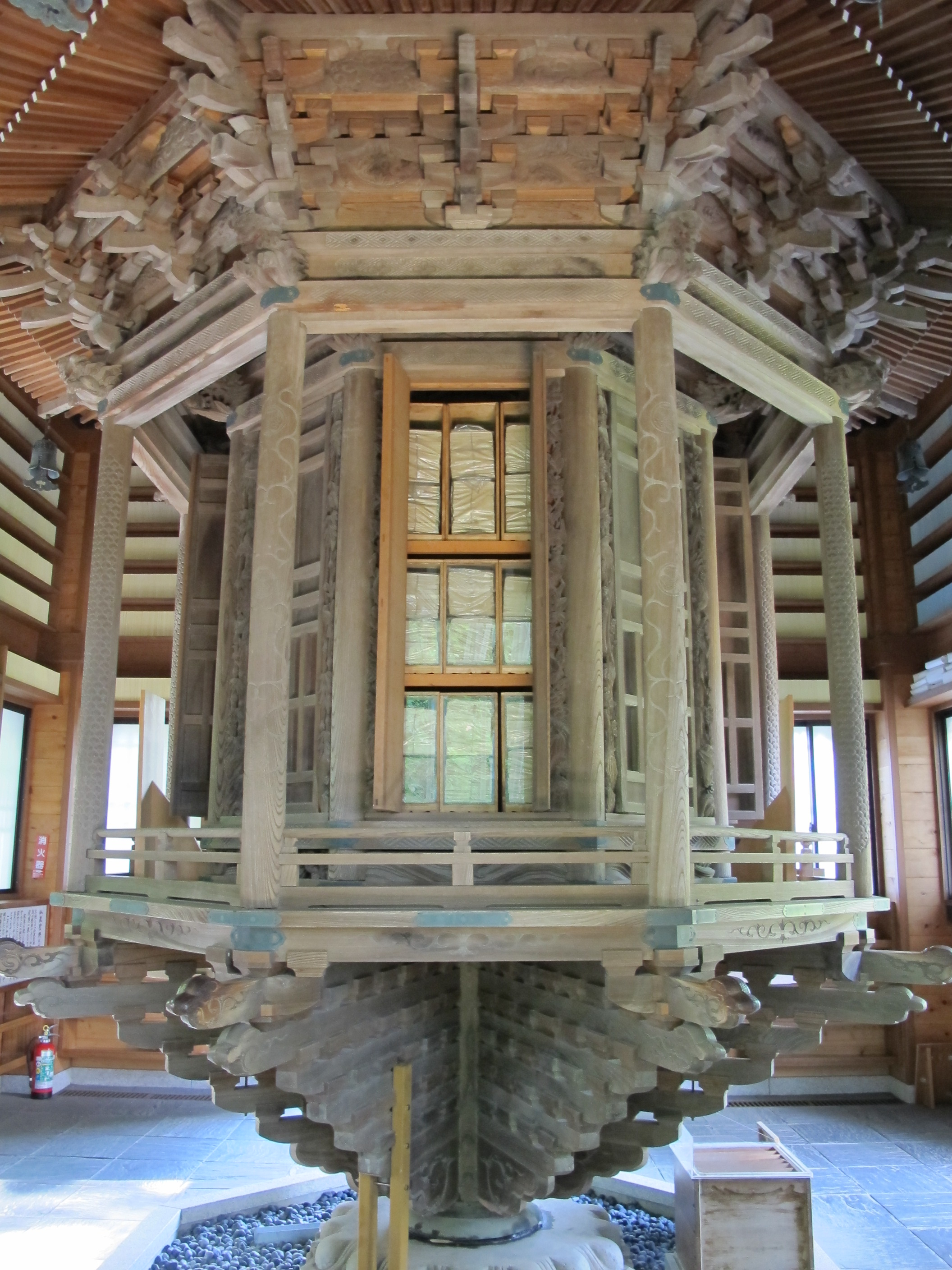
Schrifttafeln im Hasedera
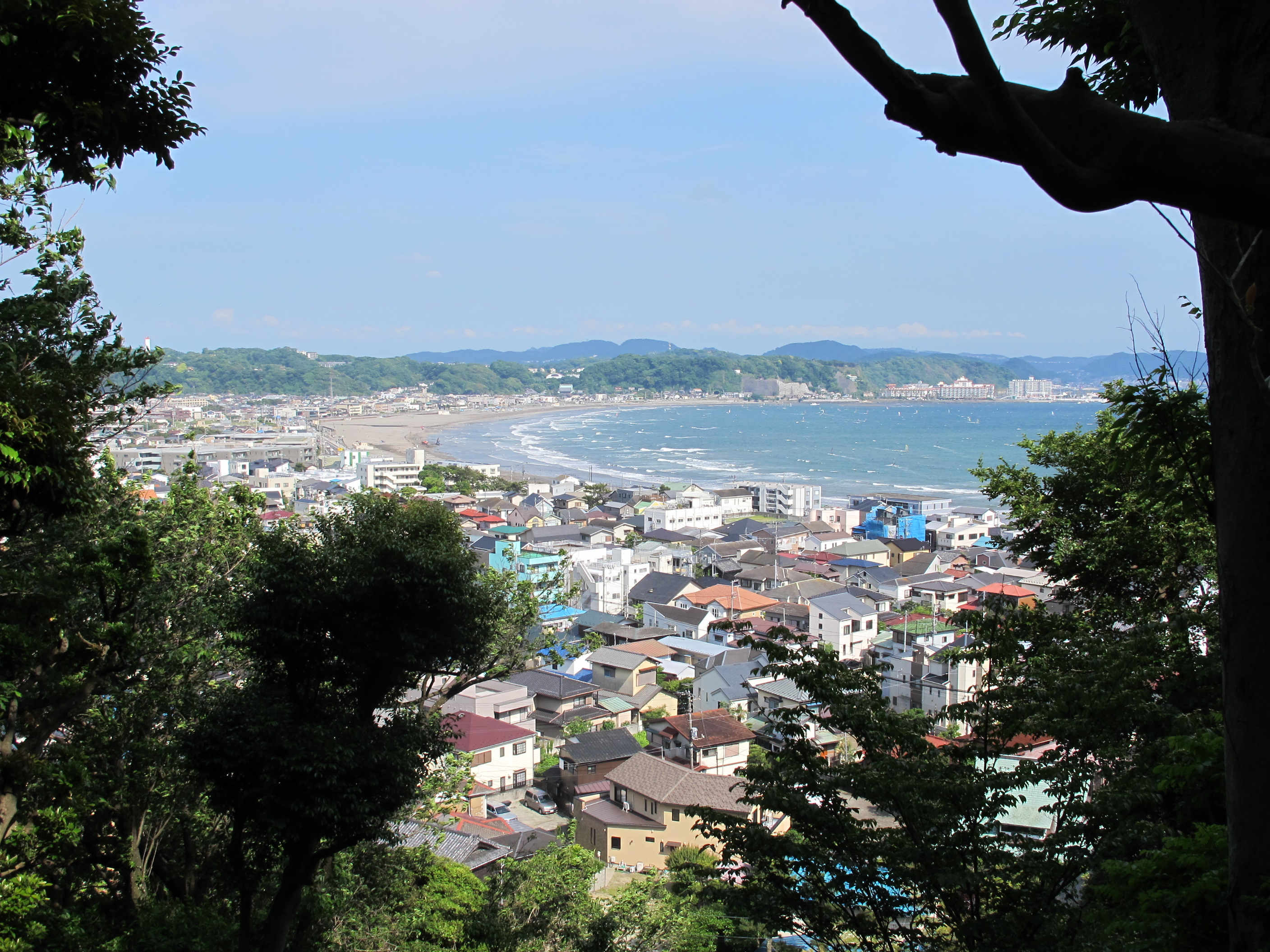
Blick über die Bucht von Kamakura
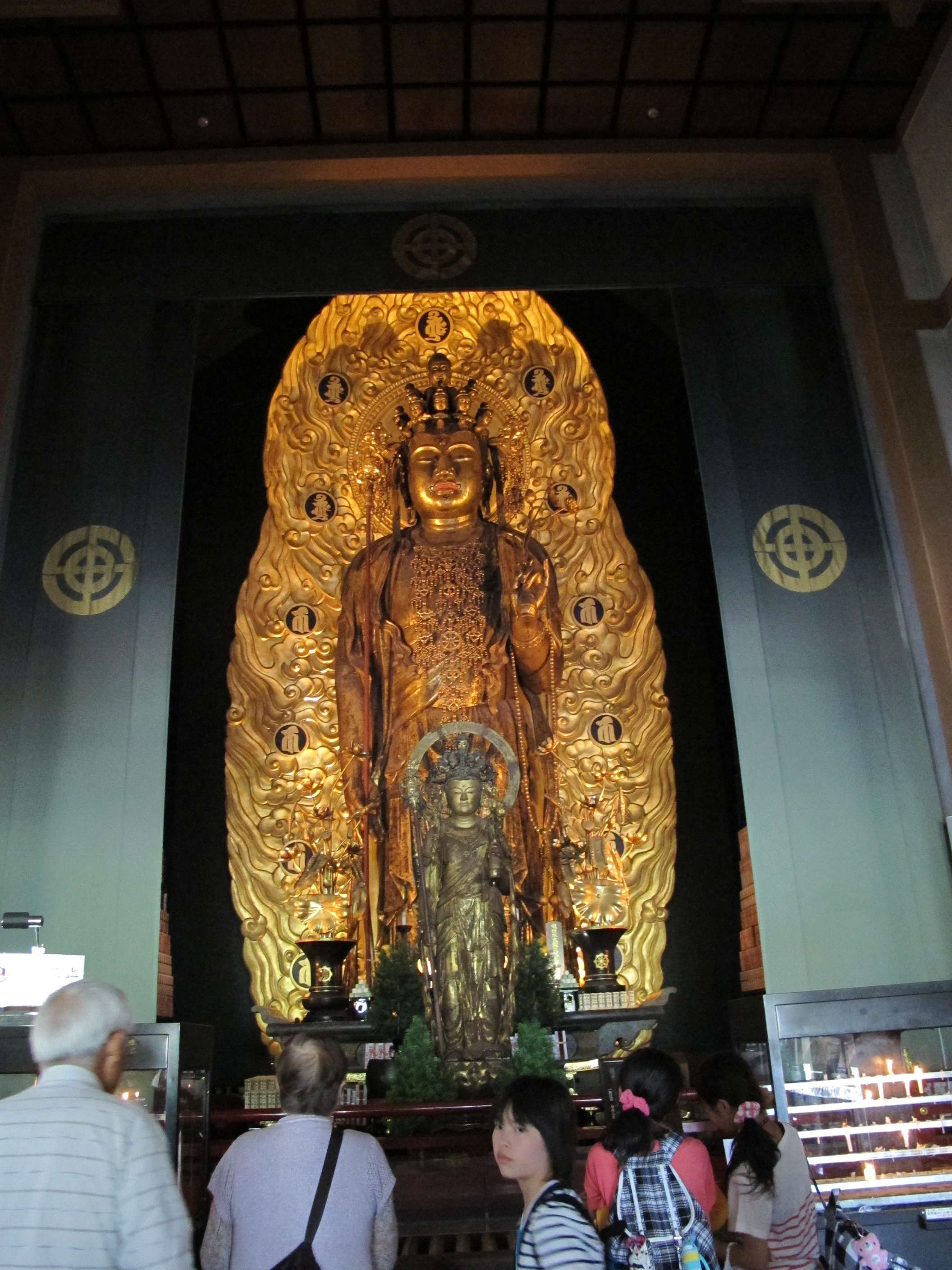
Guanyin
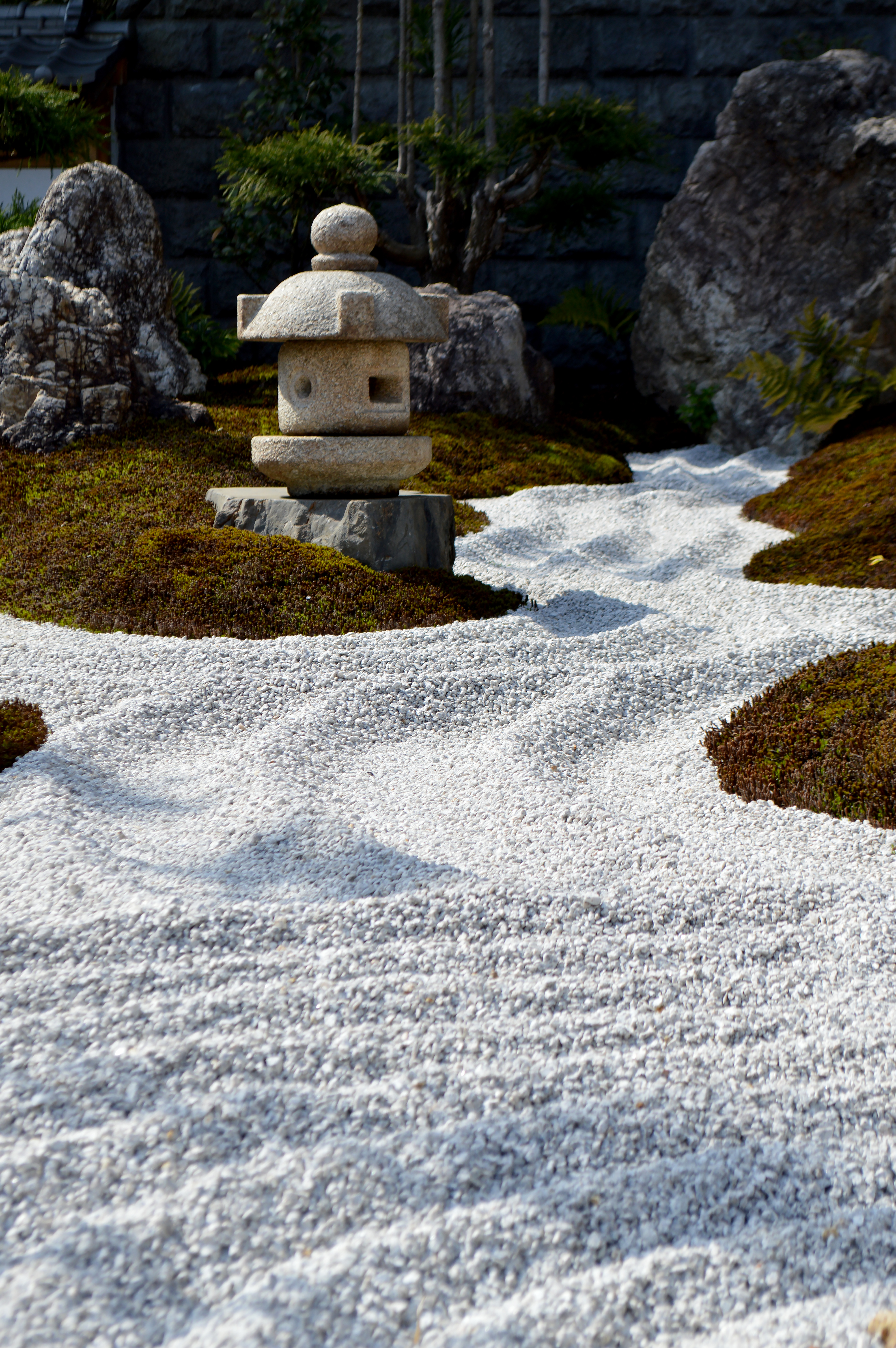
Steingarten

## Lage und Erreichbarkeit
Der Hasedera liegt im Südwesten von Kamakura nahe der Bahnstation Hase der Enoshima-Dentetsu-Linie. Er liegt etwa 500 m vom Tempel Kōtoku-in entfernt, in dem der Daibutsu (die große Buddha-Statue) von Kamakura zu finden ist.
Die Adresse ist: 3-11-2 Hase, Kamakura-shi, Kanagawa-ken, 248-0018, Japan.
Das Tempelgelände ist der Öffentlichkeit von 8:00 bis 17:30 Uhr (Von Oktober bis Februar nur bis 16:30 Uhr) zugängig.